# Křížová hora (Hanušovická vrchovina)
Křížová hora (německy Kreuzberg, 734,9 m n. m.) je vrch v Hanušovické vrchovině v podcelku Branenská vrchovina v okrsku Písařovská vrchovina a podokrsku Lískovecko-spáleniský hřbet.
Jde o dominantu obce Červená Voda. Leží nedaleko středu obce a dokud byl její vrchol holý, byl z ní krásný výhled nejen na Červenou Vodu, ale i na celé údolí Červenovodského potoka, do údolí Březné a na okolní kopce.
Jeho vrchol tvoří nevelká plošina, která prudce spadá k západu k Červené Vodě, mírněji k severu a k jihu a nejmírněji k východu.
Kdysi zde stávala kaple Proměnění Páně, kamenný kříž a dřevěná hospůdka, vrchol hory byl téměř holý a les na svazích byl nízký. Kaple byla zdaleka viditelná a tvořila dominantu celé krajiny. Že odtud byl opravdu úchvatný pohled na Červenou Vodu a na protější kopce Bukovohorské hornatiny, lze usoudit ještě dnes, podaří-li se nám alespoň na některých místech najít průhled v hradbě stromů.
Vrchol leží v nadmořské výšce 734,9 m. Výškový rozdíl vůči Červené Vodě činí asi 200 metrů, což při vzdálenosti necelého kilometru je převýšení značné. Silnice vedoucí sem z Červené Vody je vedena serpentinami.

## Historie
První zmínka o Křížové hoře (německy Kreuzberg) se nachází v Gramizově popisu v Zemském archivu v Brně z roku 1653. Své jméno pravděpodobně dostala podle kříže, který tu stával. V rodinné kronice Kubeckových z Červené Vody se uvádí, že v roce 1813 se na horu konalo procesí na oslavu vítězství nad Napoleonem v Bitvě národů u Lipska.

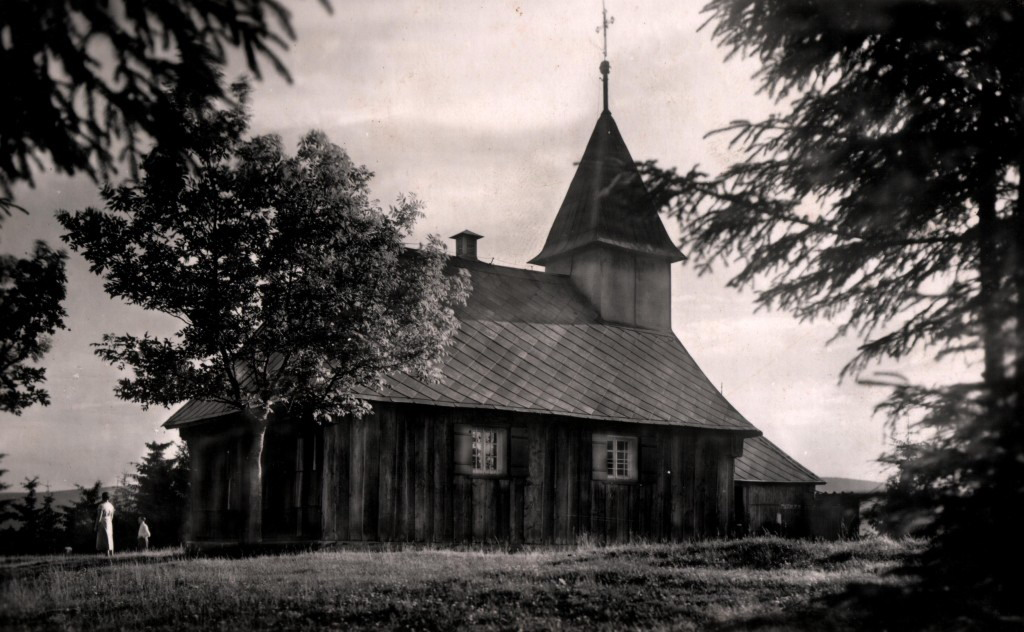
Kostelík na Křížové hoře (před r. 1960)

V roce 1833 tu byl postaven malý dřevěný kostelík bez věže. Když později vyhořel, byl vystavěn nový větší s věží a jeho střecha byla pokryta plechem. Zvon do věže byl odlit v Olomouci a přetrval tu asi 100 let. Hora byla odlesněna a teprve kolem roku 1850 byla znovu osázena stromy.
V roce 1863 byly nově malovány obrazy křížové cesty umístěné na pískovcových křížích kolem vrcholu hory. 12 obrazů věnovala obec Červená Voda a dva darovali dobrodinci. Oltářní obraz byl přinesen až z poutního místa Mariazell v Rakousku. V roce 1905 byly zhotoveny lavice a zařízeno větrání.
Vedle kostela byla v roce 1923 vybudována dřevěná chata, která sloužila poutníkům k úkrytu před nepohodou. Slavnostního otevření chaty se zúčastnilo přes 2000 lidí. Každým rokem se na hoře konala poutní slavnost 26. června a 6. srpna.
„Spolek Křížové hory“, který se staral o zvelebení tohoto místa a okolí, založil v roce 1933 starosta Červené Vody Robert Illichmann. Od okraje Červené Vody byla vysázena lipová alej k okraji lesa a byly zřízeny lavičky při cestě na horu. Hora se stala vyhledávaným místem poutníků a výletníků z Červené Vody a blízkého i širšího okolí.
Po roce 1945 po odsunu německého obyvatelstva, začalo nové osídlování Červenovodska. Prostor za Křížovou horou byl vyčleněn jako cvičiště Československé lidové armády a od roku 1969 do roku 1990 sloužil Sovětské armádě. Došlo k devastaci Křížové hory a k likvidaci poutního místa. Křížová cesta byla vytrhána, pískovcové kříže zlámány a pohozeny v lese, chata i kostelík byly poničeny a nakonec po roce 1960 zcela zbourány a odklizeny. Nahoře zůstaly jen kusy kříže s letopočtem 1800 a zbytky základů kostelíka a chaty.